# 니시토요나가촌
니시토요나가촌(일본어: 西豊永村)은 일본 고치현 나가오카군에 있던 촌이다. 

## 역사
- 1889년 4월 1일 - 정촌제 시행에 의해 17촌의 구역으로 성립하였다.
- 1955년 3월 31일 - 히가시토요나가촌, 오스기촌, 아마쓰보촌과 합병해 오토요이 성립, 동일 니시토요나가촌은 폐지되었다.

## 교통

### 철도
- 일본국유철도
  - 도산선

### 도로
- 국도 제32호선

## 참고 문헌
- 角川日本地名大辞典編纂委員会,『角川日本地名大辞典 39 高知県』1983, 角川書店